# Shamil Zavurov
Shamil Magomedovich Zavurov (en ruso: Шамиль Магомедович Завуров; nacido el 4 de julio de 1984) es un artista marcial mixto ruso de ascendencia avar, que compite en las divisiones de peso wélter y peso ligero. Es competidor profesional de MMA desde 2004, es el excampeón mundial de peso wélter M-1.

## Primeros años
Zavurov asistió a la escuela secundaria en Makhachkala, la capital de Daguestán, donde comenzó a entrenar en la lucha de estilo libre con Mairbek Yusupov (miembro del equipo de la URSS de 1977-78 que entrenó al equipo de lucha de estilo libre de Dagestán). Después de la escuela, estudió en la Universidad Pedagógica Estatal de Daguestán, se graduó en la Facultad de Cultura Física y Deportes y también estudió Derecho en el Instituto de Finanzas y Derecho de Daguestán. Continuó trabajando en su entrenamiento de artes marciales, asumiendo Combat Sambo, y también comenzó una familia: está casado y tiene dos niños y una niña. Le gusta emplear las técnicas de Georges St-Pierre, de quien es fan. Zavurov está invicto en sambo de combate (153-0).